# Тоёда, Тэйдзиро
Тэйдзиро́ Тоё́да (яп. 豊田 貞次郎 тоёда тэйдзиро:, 7 августа 1885 — 21 ноября 1961) — японский политический и государственный деятель, дипломат, военный, предприниматель. Адмирал Императорского флота Японии. Министр торговли и промышленности (4 апреля — 18 июля 1941), министр иностранных дел и колоний (18 июля — 18 октября 1941), министр транспорта и коммуникаций и министр военных нужд (7 апреля — 17 августа 1945).

## Биография
Тэйдзиро Тоёда родился 7 августа 1885 года в префектуре Вакаяма. В 1905 году он окончил Военную академию Императорского флота Японии и в 1911—1914 годах, за отличные успехи в учёбе, был на стажировке в Оксфордском университете. В 1919 году молодой офицер завершил обучение в Высшей военной академии Императорского флота и был принят на работу в Министерство флота Японии.
В 1923 году Тэйдзиро повысили до капитана 2-го ранга и отправили военным атташе в Великобританию. После возвращения на родину в 1927 году, он был членом японских делегаций на Женевской (1927) и Лондонской (1930) конференциях, посвящённых вопросу сокращения вооружений военно-морских сил ведущих стран мира.
Тэйдзиро хорошо ориентировался в тонкостях международной политики, но плохо разбирался в политической ситуации в Японии. Это стало причиной его недоразумений с коллегами-чиновниками. В частности, после повышения до контр-адмирала и назначения в 1931 году начальником военного отдела Министерства флота, Тэйдзиро допустил шутку в адрес принца Фусими Хироясу, за что был понижен до начальника Куреского военно-морского арсенала в префектуре Хиросима. Несмотря на инцидент, он проявил себя хорошим администратором в регионе и добился перевода на более высокую должность командующего авиацией Императорского флота.
В 1940 году Тэйдзиро стал вице-министром Министерства флота во втором кабинете Фумимаро Коноэ. В апреле 1941 года он был повышен до адмирала и возглавил Министерство торговли и промышленности. В том же году Тэйдзиро занял кресло министров иностранных дел и колоний в третьем кабинете Коноэ. На этой должности он отвечал за переговоры с США, но был вынужден уйти в отставку из-за неприятия премьером его мирных инициатив. Перед уходом адмиралу удалось предотвратить советско-японскую войну, которая планировалась командованием Квантунской армии в Маньчжурии.
С конца 1941 года Тэйдзиро был назначен директором государственного металлургического предприятия «Сталеплавление Японии». К 1942 году он смог решить проблему нехватки рабочих рук путём привлечения к производству школьников и женщин, но качество изделий постепенно падало из-за недостатка ресурсов в стране. С 1943 года Тэйдзиро работал советником при кабинете министров Хидэки Тодзио и находился в перманентном конфликте с командованием Императорской армии Японии по вопросу распределения изделий его предприятия.
В 1945 году Тэйдзиро возглавил Министерства военных нужд, транспорта и коммуникаций в кабинете Кантаро Судзуки. Он также получил кресло в Палате пэров Парламента Японии. Однако в результате поражения страны во Второй мировой войне оккупационная власть лишила Тэйдзиро всех званий и запретила заниматься государственной или общественной деятельностью. В 1956 году, после снятия запрета, он стал директором японского филиала бразильской металлургической компании «Узиминас».
Тэйдзиро Тоёда умер 21 ноября 1961 года, в 76-летнем возрасте, от рака почек.